# Kolbäcks gästgivaregård

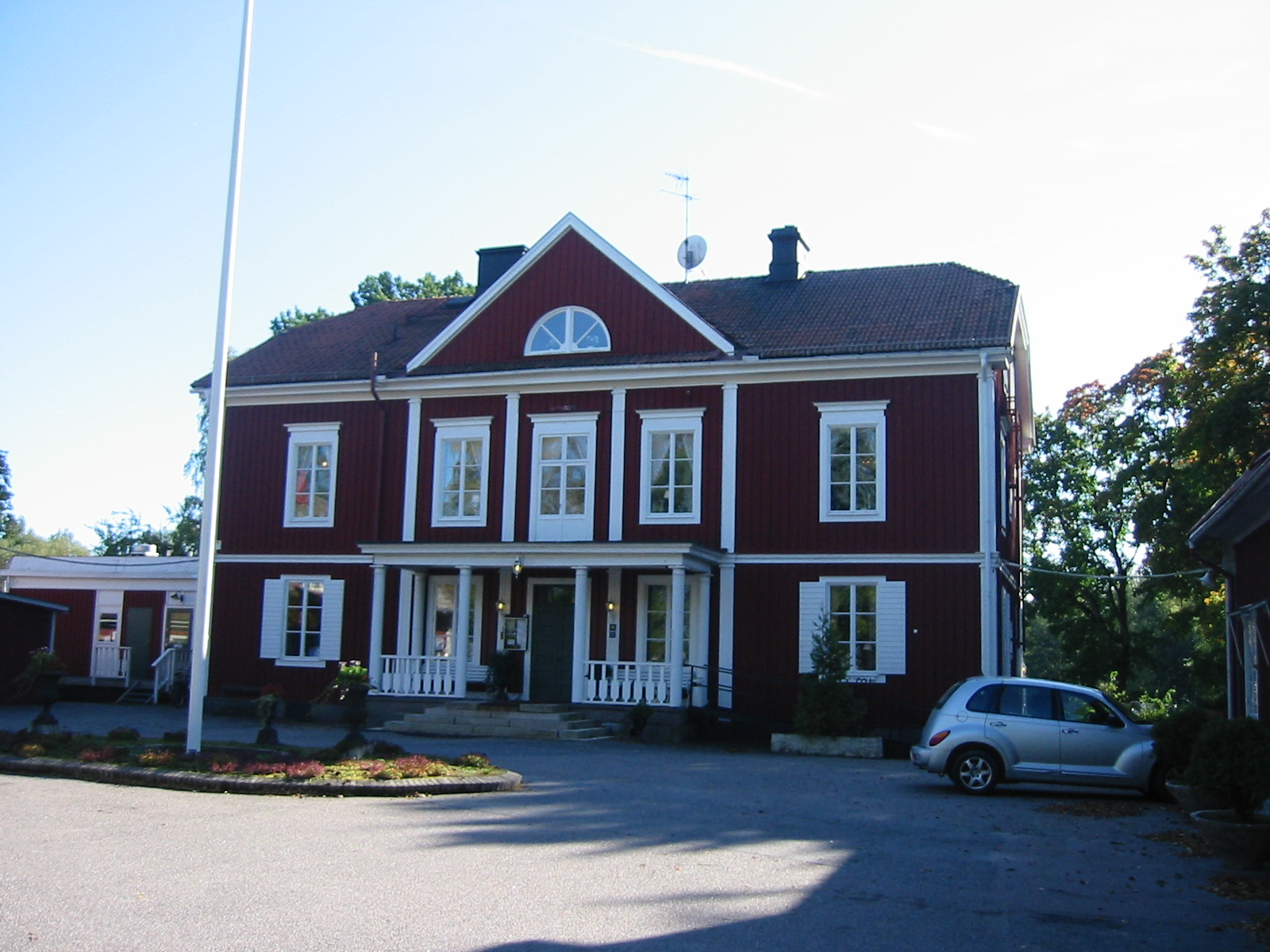
Kolbäcks gästgivaregård

Kolbäcks gästgivaregård är en gästgivaregård i Kolbäck på en plats där sådan verksamhet bedrivits åtminstone sedan år 1670. Landsvägen och Eriksgatan passerade förr utanför byggnaden och gästgiveriet var strategiskt placerat vid Herrevadsbro som här korsade Kolbäcksån. Gästgiveriet består numer av tre byggnader. Huvudbyggnaden. som uppfördes 1897, ersatte då en tidigare byggnad i karolinsk stil från tidigt 1700-tal. Den västra flygeln är troligen delvis uppförd under 1600-talet och fick nuvarande utseende i slutet av 1700-talet. Den östra flygeln fick sitt nuvarande utseende under tidigt 1800-tal. Enligt en karta från 1779 fanns även en fjärde byggnad, men på en karta från 1802 finns den inte längre kvar. Den tidigare byggnaden på platsen för dagens huvudbyggnad användes troligen som tingssal och arrest, då det på kartan från 1780 står nämnt som fångbyggning. Det fanns även ett fängelse, beläget ungefär vid dagens varuintag. Det är oklart vad de övriga byggnaderna tidigare använts till, men det västra byggnaden utgjorde bostad för arrendatorn till jordbruket långt in på 1900-talet. På den gräsplan som idag ligger  väster om gästgiveriet fanns tidigare stall och vagnslider med flera ekonomibyggnader. En iskällare fanns på andra sidan bäcken på den tomt som numer tillhör det tidigare tingshuset.

## Prominenta gäster
Bland tidigare gäster märks Lasse-Maja, Bellman, Erik Gustaf Geijer m.fl. Författarinnan Maria Lang bodde här under en tid i början på 1970-talet och skrev då boken Vem väntar på värdshuset?. Thore Skogman hade sin bröllopsfest här på 1950-talet. Han gjorde här sitt sista framträdande i Hallstahammars kommun på nationaldagen den 6 juni 2006.
Den engelska rockgruppen The Kast off Kinks gjorde en spelning i Kolbäcks folkets park 6 september 2008. Medlemmarna Mick Avory, John Dalton, John Gosling och Dave Clarke bodde då på gästgiveriet.

## Innehavare
- -1938 Selma Hilding
- 1938-1951 Olga Gartz
- 1951-1953 Stängt för renovering
- 1953-1955 Margareta och Nils Flyving
- 1955-1956 ?
- 1956?-1969 Folke Andersson
- 1969-1981 Kaare Melin
- 1981-2000 Karl-Bernt Lundholm
- 2000-2005 Berth Edenberg (Harry Raudsepp)
- 2005-ff Jarmo och Marianne Koskela